# アクエリアス (1987年の映画)
『アクエリアス』（原題：イタリア語: Deliria、英題：Stage Fright）は、1987年公開のイタリアのスラッシャー映画。
ミケーレ・ソアヴィが監督を務め、バーバラ・クピスティやデヴィッド・ブランドン、ジョバンニ・ロンバルド・ラディーチェが出演した。
舞台俳優とスタッフがミュージカルのリハーサルのために劇場にこもることになるが、脱走した殺人鬼により次々と惨殺されていく。

## キャスト
- アリシア - バーバラ・クピスティ（英語版）
- ピーター - デヴィッド・ブランドン（英語版）
- ローレル - メアリー・セラーズ（英語版）
- ダニー - ロバート・グリゴロフ（イタリア語版）
- シビル - ジョー・アン・スミス
- ブレット - ジョバンニ・ロンバルド・ラディーチェ（英語版）
- マーク - マーティン・フィリップス
- フェラーリ - ピエロ・ヴィーダ（英語版）
- コリンヌ - ロレダナ・パレッラ
- ベティ - ユーリック・シュワーク
- 警察署長 - ドメニコ・フィオーレ
- 老警官 - ミッキー・ノックス（英語版）
- 若い警官 - ミケーレ・ソアヴィ（英語版）
- ウィリー - ジェームズ・サンプソン (ジェームズ・E.R・サンプソン名義)
- アーヴィング - クレイン・パーカー
- フクロウ男 - ルイジ・モンテフィオーリ（英語版） (クレジットなし)

## 製作
ダリオ・アルジェントの愛弟子であるミケーレ・ソアヴィの監督デビュー作であり、プロデューサーはジョー・ダマトが務めた。
M・ソアヴィはこの映画『Deliria』について、「監督をする準備が整っているとは思えなかったが、チャンスを与えられたので、もちろんイエスと答えた」と述べている。

## 公開
この映画は、1987年に公開された。イタリア国外では『Bloody Bird』や『Aquarius』、『Stage Fright』といった題名をつけて公開された。

### 批評
AllMovieは、この作品に5つ星のうち星3つをつけ、「『Deliria』は主にホラー映画ファン向けだが、通常は単調なスラッシャー映画というサブジャンルに対して視覚的に独創的なアプローチを楽しむことができるだろう」と書き、「ジャンル作品においてスタイルが中身よりも勝ることができるという良い例」と呼び、ソアヴィ監督の演出を高く評価している。

## 典拠